# Land- und Stadtgericht Gumbinnen
Das Land- und Stadtgericht Gumbinnen war von 1817 bis 1849 ein preußisches Land- und Stadtgericht mit Sitz in Gumbinnen.

## Geschichte
Das Land- und Stadtgericht Gumbinnen wurde 1817 gebildet. Es war ein Gericht 1. Klasse im Sprengel des Oberlandesgerichts Insterburg.
1837 umfasste der Gerichtsbezirk die Stadt Gumbinnen mit 6255 Gerichtseingesessenen und 226 Ortschaften mit 30.000 Gerichtseingesessenen (zusammen also 36.255 Gerichtseingesessene). Am Gericht waren ein Direktor, vier Richter und zehn weitere Mitarbeiter beschäftigt.
Nach der Märzrevolution wurden 1849 einheitlich Kreisgerichte gebildet. In Gumbinnen entstand das Kreisgericht Gumbinnen.